# Protoglossum
Protoglossum là một chi nấm thuộc họ Cortinariaceae. Chi này phân bố rộng khắp và có tám loài.